# Eight (Virginia Occidental)
Eight es un área no incorporada ubicada en el condado de McDowell (Virginia Occidental), Estados Unidos. Está clasificada como un asentamiento humano por el Sistema de Información de Nombres Geográficos.
Aparece registrada en U.S. Geological Survey con fecha de entrada del 14 de mayo de 2013. El número de identificación asignado por el Sistema de Información de Nombres Geográficos es 2747239.

## Geografía
Se encuentra a una altitud de 513 m s. n. m. (1683 pies) según el Servicio Geológico de Estados Unidos.